# Coupe intercontinentale 1982
La Coupe intercontinentale 1982 est la vingt-et-unième édition de la Coupe intercontinentale. Le match oppose le club uruguayen du Club Atlético Peñarol, vainqueur de la Copa Libertadores 1982 aux Anglais de l'Aston Villa Football Club, vainqueur de la Coupe des clubs champions européens 1981-1982. Il s'agit de la première participation d'Aston Villa dans cette compétition, alors que le CA Peñarol est pour la quatrième fois à l'affiche de cette Coupe intercontinentale, remportée deux fois auparavant.
Le match se déroule le 12 décembre 1982 au Stade national de Tōkyō au Japon devant 62 000 spectateurs, et est dirigé par l'arbitre costaricien Luis Paulino Siles. Le club uruguayen l'emporte sur le score de deux buts à zéro, remportant ainsi sa troisième Coupe intercontinentale, et le Brésilien Jair Gaúcho, auteur du premier but de la rencontre, est élu homme du match.
En 2017, le Conseil de la FIFA a reconnu avec document officiel (de jure) tous les champions de la Coupe intercontinentale avec le titre officiel de clubs de football champions du monde, c'est-à-dire avec le titre de champions du monde FIFA, initialement attribué uniquement aux gagnantsles de la Coupe du monde des clubs FIFA.

## Feuille de match
| Titulaires : |  |
| |  |
| Gustavo Fernández Walter Olivera Nelson Gutiérrez Víctor Diogo Miguel Bossio Juan Vicente Morales (es) Venancio Ramos Mario Saralegui Fernando Morena Jair Gaúcho Walkir Silva (en) |  |
| Entraîneur : |  |
| Hugo Bagnulo |  |

| Titulaires : |  |
| |  |
| Jimmy Rimmer Mark Jones (en) Gary Williams Allan Evans Ken McNaught Dennis Mortimer Des Bremner Gary Shaw Peter Withe Gordon Cowans Tony Morley |  |
| Entraîneur : |  |
| Tony Barton |  |

| Titulaires : |  |
| |  |
| Gustavo Fernández Walter Olivera Nelson Gutiérrez Víctor Diogo Miguel Bossio Juan Vicente Morales (es) Venancio Ramos Mario Saralegui Fernando Morena Jair Gaúcho Walkir Silva (en) |  |
| Entraîneur : |  |
| Hugo Bagnulo |  |

| Titulaires : |  |
| |  |
| Jimmy Rimmer Mark Jones (en) Gary Williams Allan Evans Ken McNaught Dennis Mortimer Des Bremner Gary Shaw Peter Withe Gordon Cowans Tony Morley |  |
| Entraîneur : |  |
| Tony Barton |  |